# For Eagle Brothers
For Eagle Brothers (en hangul, 독수리 5형제를 부탁해!; romanización revisada, Doksuri 5hyeongjereul butakae!; literalmente, «¡Por favor cuida a los cinco hermanos águila!») es una serie de televisión surcoreana escrita por Goo Hyun-sook, dirigida por Choi Sang-yeol, y protagonizada por Uhm Ji-won, Ahn Jae-wook, Lee Pil-mo, Choi Dae-chul, Kim Dong-wan, Yoon Park, Lee Seok-gi y Yoo In-young. Se emitirá por el canal KBS2 del 1 de febrero al 20 de julio de 2025, en horario de sábados y domingos a las 20:00 (hora local coreana).

## Sinopsis
La historia de cinco hermanos propietarios de una cervercería y de la cuñada mayor, que se convirtió en la cabeza de familia tras la repentina muerte de su marido diez días después de la boda.

## Reparto

### Principal
- Uhm Ji-won como Ma Gwang-sook, una mujer de 45 años que trabaja como gerente de una oficina de correos. Se enamora y se casa con Oh Jang-soo, el primogénito de la familia Eagle Suldo, pero su marido muere después de diez días. Como la nuera mayor, ella se queda para proteger a sus suegros y reconstruir la familia Suldo.[1][2][3]
- Ahn Jae-wook como Han Dong-seok, presidente del hotel LX. Es una persona tan quisquillosa y arrogante que lo llaman el «Príncipe Erizo», y tiene claro lo que está bien y lo que está mal, lo que le gusta y lo que no le gusta. Perdió a su esposa hace quince años y, mientras vive una vida en la que la soledad se ha convertido en su rutina, conoce a Ma Gwang-sook.[2][4][5]

#### Los cinco hermanos
- Lee Pil-mo como Oh Jang-soo, el hijo mayor de la cervecería Eagle. Trabajaba como comerciante de licores y mantenía a sus hermanos menores, y por eso no pudo casarse hasta una edad avanzada.[4][6]
- Choi Dae-chul como Oh Chun-soo, el segundo hijo de la cervecería Eagle. Es un hombre de pocas palabras y tiene una personalidad que no expresa bien sus verdaderos sentimientos. Hace diez años, cuando su hija Yeongju se fue a estudiar al extranjero a una edad temprana, su esposa también se fue y comenzó una vida de solterón. Después, mientras estaba haciendo todo lo posible como cabeza de familia, se sorprendió cuando escuchó noticias inesperadas de su esposa.[4][7]
- Kim Dong-wan como Oh Heung-soo, el tercer hijo de la cervecería Eagle. Es un hombre muy divertido, íntegro y con una personalidad afable. Es popular entre las mujeres y su estilo es gastar cada céntimo que gana. Su felicidad está en el baile; mientras se estaba haciendo un nombre como bailarín, lo despidieron, y ahora enseña zumba en un centro cultural.[4][8][9]
- Yoon Park como Oh Beom-soo, el cuarto hijo de la cervecería Eagle. Número uno en las oposiciones para funcionario, estudió en la Universidad Nacional de Seúl y después en Estados Unidos. A continuación, ya con el doctorado, fue nombrado profesor en una prestigiosa universidad privada de Seúl, pero esconde un secreto que ni siquiera su familia conoce.[10][11]
- Lee Seok-gi como Oh Kang-soo, el hijo menor de la cervecería Eagle. Es un joven cálido, ordenado, educado, y tiene una personalidad inconfundible. Se desempeñó como suboficial de élite de la UDT y es un soldado nato cuando viste uniforme militar, pero cuando se pone ropa de civil, destaca su lindo encanto pacifista.[4]

### Secundario
- Park Joon-geum como Gong Joo-sil, la madre de Gwang-sook, una mujer de deslumbrante belleza, encanto y talento natural, así como gran sentido para la moda. Se queja de su hija, pero la cuida y la ama más que nadie.[12][13]
- Kim Jun-bae como Ko Ja-dong, el director de la fábrica de cerveza Eagle, un hombre de negocios que no desdeña el trabajo físico. Cuando las cosas se ponen difíciles para la familia Eagle, sabe mostrar su lealtad. Al principio se confronta con la inmadura Gong Joo-sil, pero pronto una corriente extraña fluye entre ellos y su relación cambia.[12]

#### Silla Brewing
- Choi Byung-mo como Dokgo Tak, el fundador de la compañía Silla Brewing. Es una persona codiciosa, calculadora y esnob, que juzga a las personas por el dinero que tienen.[12][14]
- Bae Hae-sun como Jang Mi-ae, la esposa de Tak. Es una mujer que miente tranquilamente porque es ingeniosa, y cuando cree que su mentira será revelada, rápidamente cambia de postura y tapa la mentira con otra mayor. Pero Jang Mi-ae, esnob y vanidosa, también oculta un secreto.[12][14]
- Shin Seul-ki como Dokgo Se-ri, la única hija de Dokgo Tak y Jang Mi-ae, estudiante modelo de apariencia sofisticada; ahora está estudiando un MBA en la Universidad de Corea, y por amor será capaz de rebelarse a sus padres por primera vez en su vida.[15][16][17]

#### Las cuñadas
- Park Hyo-joo como Moon Mi-soon, la dueña de una tienda de conveniencia cercana a Eagle Suldo.[4][15]
- Yoo In-young como Ji Ok-boon, la directora de G-Hair, una marca líder de K-beauty.[4][18]

#### Familia de Dong-seok
- Kim Seung-yoon como Han Bom, la hija de Dong-seok, una estudiante de posgrado con especialización en pintura occidental. Creció como hija de una familia adinerada y puede parecer inmadura, pero es madura, inteligente, frugal y autosuficiente.[15]
- Yoon Jun-won como Han-gyeol, el hijo de Dong-seok, médico militar, un joven que creció en un familia rica sin saber qué es el trabajo duro. Pero, a diferencia de su padre, es reflexivo y maduro.[19]

#### Otros
- Lee Tae-young como una estudiante de Oh Heung-soo.[20]
- Chae Song-hwa como una estudiante de Oh Heung-soo.[21]
- Park Hyun-jung como Kim Ja-young, la cita a ciegas de Han Dong-seok y asesora de su hija Han Bom.[22]

### Apariciones especiales
- Hyun Jin-young como él mismo (episodio 1).
- Choi Yoon-young como Na Young-eun, la exmujer de Oh Beom-soo (episodio 2).[23]
- Han Soo-yeon como Kang So-yeon, la esposa de Oh Chun-soo. Vive en Estados Unidos con su hija, Yeongju. (episodio 7).

## Producción
For Eagle Brothers es una producción de DK E&M. Está escrita por Goo Hyun-sook (que firmó también el guion de The Gentlemen of Wolgyesu Tailor Shop para KBS2 en 2016 y el de Never Twice para MBC en 2019) y dirigida por Choi Sang-yeol, cuyo anterior trabajo como director fue My Lovely Boxer para KBS2 en 2023.
En septiembre de 2024 la agencia Blitzway Studio anunció que su afiliado Yoon Park había aceptado la oferta de aparecer en la serie, que de este modo regresa a KBS2 cinco años después de Beautiful Love, Wonderful Life. El 11 de octubre la agencia de Uhm Ji-won, C-JeS Studio, anunció la participación de esta, y el 25 se añadió el nombre de Kim Dong-wan, que vuelve asimismo a KBS2 cinco años después de la serie de doce capítulos de 2019 회사 가기 싫어 (No quiero ir a trabajar).
El 24 de diciembre de 2024 KBS distribuyó imágenes de la lectura del guion. El primer avance vídeo lo lanzó el 6 de enero de 2025. Dos días después publicó un cartel de personajes, donde aparecen Ma Gwang-sook, Han Dong-seok y los cuatro hermanos menores. El 21 fue el turno de un cartel de grupo con los quince personajes principales, con sus nombres y las relaciones que hay entre ellos.
El 22 de enero de 2025 se presentó la producción en el hotel Ramada Sindorim, en Guro-gu, Seúl, con la presencia del director Choi Sang-yeol y los actores Uhm Ji-won, Ahn Jae-wook, Choi Dae-cheol, Kim Dong-wan, Yoon Park, Lee Seok-gi, Park Hyo-joo y Yoo In-young.

## Audiencia
| Parte | Parte | Episodio número | Episodio número | Episodio número | Episodio número | Episodio número | Episodio número | Episodio número | Episodio número | Episodio número | Episodio número |
| Parte | Parte | 1               | 2               | 3               | 4               | 5               | 6               | 7               | 8               | 9               | 10              |
| ----- | ----- | --------------- | --------------- | --------------- | --------------- | --------------- | --------------- | --------------- | --------------- | --------------- | --------------- |
|       | 1     | 2.859           | 3.140           | 2.921           | 3.427           | 2.984           | 3.381           | 3.022           | 3.537           | 3.040           | 3.484           |
|       | 2     | 3.188           | 3.625           | 3.054           | 3.688           | 3.337           | 3.720           | 3.243           | 3.889           | 3.375           | 3.821           |
|       | 3     | 3.482           | 3.856           | 3.388           | 3.821           | 3.385           | 3.901           | 3.243           | 3.150           | 3.245           | 3.627           |
|       | 4     | 3.376           | 3.555           | 3.721           | 3.704           | 3.441           | 3.928           | 3.507           | 3.920           | 3.250           | 4.011           |
|       | 5     | 3.639           | 3.667           | 3.446           | 3.779           | 3.271           | 3.848           | 3.552           | 3.960           | 3.642           | 3.664           |
|       | 6     | 3.430           | 3.700           | 3.362           | 3.866           | —               | —               | —               | —               | —               | —               |

| Episodio | Fecha de emisión      | Índices de audiencia | Índices de audiencia |
| Episodio | Fecha de emisión      | Nielsen Korea        | Nielsen Korea        |
| Episodio | Fecha de emisión      | Nacional             | Seúl                 |
| --- | --------------------- | -------------------- | -------------------- |
| 1 | 1 de febrero de 2025  | 15,5 % (1.ª)         | 14,7 % (1.ª)         |
| 2 | 2 de febrero de 2025  | 16,8 % (1.ª)         | 15,9 % (1.ª)         |
| 3 | 8 de febrero de 2025  | 16,4 % (1.ª)         | 14,7 % (1.ª)         |
| 4 | 9 de febrero de 2025  | 18,8 % (1.ª)         | 17,7 % (1.ª)         |
| 5 | 15 de febrero de 2025 | 16,6 % (1.ª)         | 15,8 % (1.ª)         |
| 6 | 16 de febrero de 2025 | 18,5 % (1.ª)         | 17,3 % (1.ª)         |
| 7 | 22 de febrero de 2025 | 16,3 % (1.ª)         | 14,4 % (1.ª)         |
| 8 | 23 de febrero de 2025 | 19,3 % (1.ª)         | 18,0 % (1.ª)         |
| 9 | 1 de marzo de 2025    | 16,9 % (1.ª)         | 15,3 % (1.ª)         |
| 10 | 2 de marzo de 2025    | 19,2 % (1.ª)         | 17,2 % (1.ª)         |
| 11 | 8 de marzo de 2025    | 17,7 % (1.ª)         | 16,3 % (1.ª)         |
| 12 | 9 de marzo de 2025    | 19,6 % (1.ª)         | 18,1 % (1.ª)         |
| 13 | 15 de marzo de 2025   | 17,0 % (1.ª)         | 15,2 % (1.ª)         |
| 14 | 16 de marzo de 2025   | 20,0 % (1.ª)         | 18,4 % (1.ª)         |
| 15 | 22 de marzo de 2025   | 18,3 % (1.ª)         | 17,1 % (1.ª)         |
| 16 | 23 de marzo de 2025   | 20,7 % (1.ª)         | 19,1 % (1.ª)         |
| 17 | 29 de marzo de 2025   | 18,0 % (1.ª)         | 16,3 % (1.ª)         |
| 18 | 30 de marzo de 2025   | 21,2 % (1.ª)         | 19,4 % (1.ª)         |
| 19 | 5 de abril de 2025    | 18,6 % (1.ª)         | 17,3 % (1.ª)         |
| 20 | 6 de abril de 2025    | 20,9 % (1.ª)         | 19,0 % (1.ª)         |
| 21 | 12 de abril de 2025   | 19,0 % (1.ª)         | 18,2 % (1.ª)         |
| 22 | 13 de abril de 2025   | 20,6 % (1.ª)         | 19,5 % (1.ª)         |
| 23 | 19 de abril de 2025   | 18,7 % (1.ª)         | 17,7 % (1.ª)         |
| 24 | 20 de abril de 2025   | 20,7 % (1.ª)         | 19,2 % (1.ª)         |
| 25 | 26 de abril de 2025   | 18,8 % (1.ª)         | 17,3 % (1.ª)         |
| 26 | 27 de abril de 2025   | 20,8 % (1.ª)         | 19,6 % (1.ª)         |
| 27 | 3 de mayo de 2025     | 17,7 % (1.ª)         | 16,7 % (1.ª)         |
| 28 | 4 de mayo de 2025     | 17,6 % (1.ª)         | 16,7 % (1.ª)         |
| 29 | 10 de mayo de 2025    | 18,1 % (1.ª)         | 17,4 % (1.ª)         |
| 30 | 11 de mayo de 2025    | 19,5 % (1.ª)         | 18,2 % (1.ª)         |
| 31 | 17 de mayo de 2025    | 18,6 % (1.ª)         | 18,1 % (1.ª)         |
| 32 | 18 de mayo de 2025    | 19,3 % (1.ª)         | 18,0 % (1.ª)         |
| 33 | 24 de mayo de 2025    | 20,1 % (1.ª)         | 18,7 % (1.ª)         |
| 34 | 25 de mayo de 2025    | 20,4 % (1.ª)         | 19,4 % (1.ª)         |
| 35 | 31 de mayo de 2025    | 18,8 % (1.ª)         | 17,6 % (1.ª)         |
| 36 | 1 de junio de 2025    | 21,2 % (1.ª)         | 19,7 % (1.ª)         |
| 37 | 7 de junio de 2025    | 19,1 % (1.ª)         | 17,9 % (1.ª)         |
| 38 | 8 de junio de 2025    | 20,9 % (1.ª)         | 19,5 % (1.ª)         |
| 39 | 14 de junio de 2025   | 18,0 % (1.ª)         | 16,4 % (1.ª)         |
| 40 | 15 de junio de 2025   | 21,9 % (1.ª)         | 20,3 % (1.ª)         |
| 41 | 21 de junio de 2025   | 19,7 % (1.ª)         | 18,1 % (1.ª)         |
| 42 | 22 de junio de 2025   | 19,7 % (1.ª)         | 18,4 % (1.ª)         |
| 43 | 28 de junio de 2025   | 18,4 % (1.ª)         | 16,9 % (1.ª)         |
| 44 | 29 de junio de 2025   | 20,5 % (1.ª)         | 18,6 % (1.ª)         |
| 45 | 5 de julio de 2025    | 18,0 % (1.ª)         | 16,5 % (1.ª)         |
| 46 | 6 de julio de 2025    | 20,5 % (1.ª)         | 18,5 % (1.ª)         |
| 47 | 12 de julio de 2025   | 19,5 % (1.ª)         | 18,0 % (1.ª)         |
| 48 | 13 de julio de 2025   | 21,1 % (1.ª)         | 19,4 % (1.ª)         |
| 49 | 19 de julio de 2025   | 19,8 % (1.ª)         | 18,6 % (1.ª)         |
| 50 | 20 de julio de 2025   | 20,5 % (1.ª)         | 18,5 % (1.ª)         |
| 51 | 26 de julio de 2025   | 18,7 % (1.ª)         | 17,1 % (1.ª)         |
| 52 | 27 de julio de 2025   | 20,3 % (1.ª)         | 18,8 % (1.ª)         |
| 53 | 2 de agosto de 2025   | 18,2 % (1.ª)         | 16,7 % (1.ª)         |
| 54 | 3de agosto de 2025    | 20,4 % (1.ª)         | 18,5 % (1.ª)         |
| Promedio | Promedio              | —                    | —                    |
| - En la tabla superior, los números azules representan las calificaciones más bajas y los números rojos representan las más altas. |                       |                      |                      |